# Деревянный десантный парк
ДДП — деревянный десантный парк предназначен для оборудования десантных, паромных и мостовых переправ грузоподъёмностью 3 т. Парк состоял на вооружении в период Великой Отечественной войны.

## Техническое описание
Лодка ДДП имеет плоское днище одинаковой ширины по всей длине и наклонные борта.
Изготавливаются сапёрами из досок. Все соединения на гвоздях. Пазы конопатятся и лодка просмаливается.
Комплект лодки:
- 5 вёсел
- 5 уключин
- 1 багор
- 1 черпак
- 2 длинных штропа

### Технические характеристики
- вес лодки — 260—300 кг;
- грузоподъёмность при осадке 30 см — 1.4 т;
- вместимость лодки — 11 солдат и 5 гребцов;
- время снаряжения лодки — 1 мин;
- скорость движения — до 5 км/ч.